# Louis Glass (Komponist)

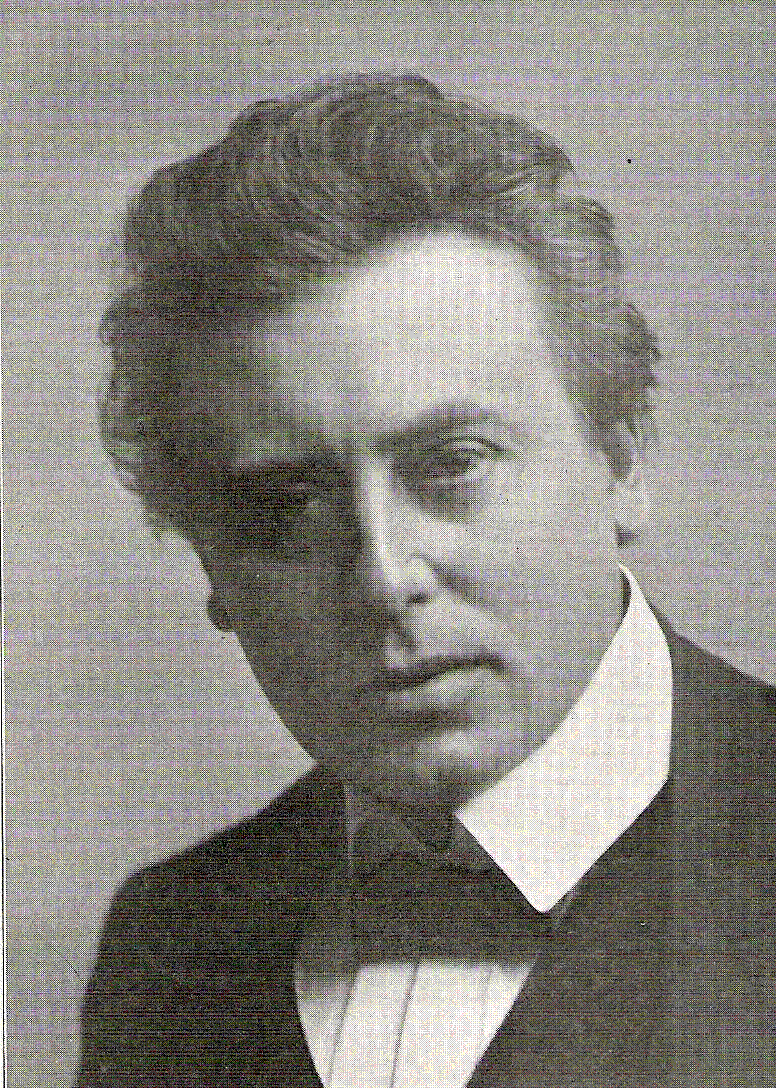
Louis Glass

Louis Christian August Glass (* 23. März 1864 in Kopenhagen; † 22. Januar 1936 ebenda) war ein dänischer Komponist.
Glass erhielt Musikunterricht von seinem Vater Christian Hendrik Glass und studierte bei Niels Wilhelm Gade, in Brüssel bei dem Pianisten Juliusz Zarębski und bei Józef Wieniawski. Von 1915 bis 1918 war er Dirigent des Dänischen Konzertvereins, danach Leiter des Konservatoriums und des Musikpädagogischen Vereins von Kopenhagen.
Er komponierte sechs große, von César Franck und Anton Bruckner beeinflusste Programmsinfonien, ein Ballett, eine Orchestersuite (Sommerliv), zwei Ouvertüren (Der Volksfeind und Dänemark), Fantasie für Klavier und Orchester op. 47, Oboenkonzert op. 3 (unvollständig, rekonstruiert), Violinkonzert op. 65, Romance op. 29 für Violine, Die Großstadt erwacht (Når Storstaden vågner) – Tonbild für Orchester op. 68, Livets Dans – Drei Tänze für Orchester op. 51, kammermusikalische Werke (darunter mehrere Streichquartette), Klavierstücke und Lieder. Wie Nancy Dalberg, Rued Langgaard und Ib Nørholm stand er stets im Schatten seines großen Zeitgenossen Carl Nielsen.